# Ethel Clayton

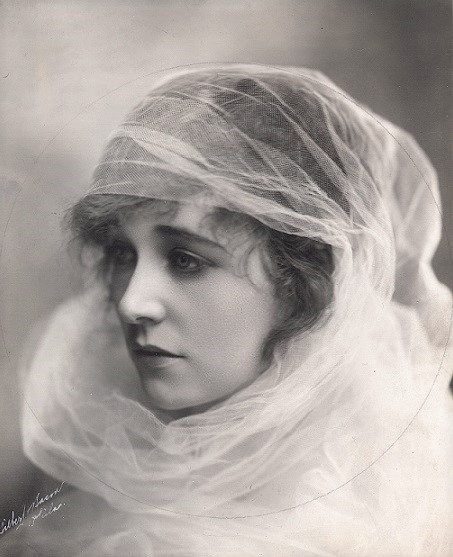
Retrat de l'actriu (circa 1920)

Ethel Clayton (Champaign (Illinois), 8 de novembre de 1882 − Oxnard (Califòrnia), 11 de juny de 1966) va ser una actriu de teatre i cinema mut.

## Biografia
Va néixer el 1862(REF2) a Champaign i fou educada en el convent de monges de St. Elizabeth de Chicago. La seva primera aparició professional en el mon del teatre fou a la Chicago Opera House fent de corista. Després es traslladà a Nova York on conegué Daniel Frawley i fou contractada per al seu teatre de Minneapolis. Després passa a la companyia de Davidson a Milwaukee. A Nova York el seu primer èxit fou amb “The Lion and the Mouse”. Posteriorment actuà amb Wallace Eddinger a “The Making of Bobby Burnitt” i posteriorment fou corista a “The Country Boy”. També actuà en la companyia de Edwin Stevens en la que participar en l’obra “The Devil”.
Va debutar en el cinema el 1909 actuant en comèdies d’una bobina per a l’Essanay sense abandonar el món del teatre. El 1912 fou contractada per la Lubin dins la qual arribà a ser l’actriu més popular. Moltes de les pel·lícules d’aquest període estaven dirigides pel seu marit, Joseph Kaufman. Tres anys després retornà al teatre per protagonitzar “The Brute” produïda per William A. Brady però decidí que es trobava més còmoda en el mon del cinema. Retornà de la mà de la World Film Company i el desembre de 1918 la parella signà un contracte per a dos anys amb la Famous Players-Lasky Corporation (futura Paramount). Dos mesos després, el febrer de 1919, Kaufman moria. Amb la Paramount, Ethel Clayton actuava en pel·lícules romàntiques o de drames domèstics i durant alguns anys fou una actriu bastant popular. A partir de mitjans dels anys 20 la seva popularitat decaigué però fins a finals dels anys 30 continuà en el món del cinema interpretant papers secundaris.
El 1928 s'havia casat amb l’actor Ian Keith però es divorciaren el 1932. El seu darrer paper fou a "The Call of the Circus" (1939), Continuà en el mon del cinema com a extra durant la dècada dels 40. En total arribà a participar en al voltant de 200 pel·lícules. En deixar el cinema es retirà a una casa de camp del comtat de Ventura vivint amb el seu germà també actor, Donald Clayton, i dos anys abans de la seva mort es traslladà a Oxnard, localitat on morí.

## Filmografia com a actriu
- Justified (1909)
- Gratitude (1909)
- The Brothers (1909)
- The Twelfth Juror (1909)
- The Tout's Remembrance (1910)
- For the Love of a Girl (1912)
- A Romance of the Coast (1912)
- The Doctor's Debt (1912)
- The Last Rose of Summer (1912)
- Pilgrim's Progress (1912)
- Just Maine Folk (1912)
- An Irish Girl's Love (1912)
- The Wonderful One-Horse Shay (1912)
- Home Sweet Home (1912)
- Art and Honor (1912)
- His Children (1913)
- Friend John (1913)
- Heroes One and All (1913)
- The Faith of a Girl (1913)
- A Hero Among Men (1913)
- Home Sweet Home (1913)
- The Price Demanded (1913)
- The New Gown (1913)
- When Tony Pawned Louisa (1913)
- The Police Inspector (1913)
- Mary's Temptation (1913)
- The Burning Rivet (1913)
- Seeds of Wealth (1913)
- Self Convicted (1913)
- The Scarf Pin (1913)
- A Deal in Oil (1913)
- His Code of Honor (1913)
- The Momentous Decision (1913)
- When the Earth Trembled (1913)
- Partners in Crime (1913)
- The Scapegrace (1913)
- The Smuggler's Daughter (1913)
- The Doctor's Romance (1913)
- The Lion and the Mouse (1914)
- The Catch of the Season (1914)
- The Daughters of Men (1914)
- The Gamblers (1914)
- A Daughter of Eve (1914)
- The Wolf (1914)
- The House Next Door (1914)
- The Fortune Hunter (1914)
- The Attorney for the Defense (1915)
- The Furnace Man (1915)
- His Soul Mate (1915)
- It All Depends (1915)
- The Millinery Man (1915)
- A Woman Went Forth (1915)
- Mazie Puts One Over (1915)
- Here Comes the Bride (1915)
- The Blessed Miracle (1915)
- Monkey Business (1915)
- The Unmarried Husband (1915)
- Capturing the Cook (1915)
- Just Look at Jake (1915)
- The College Widow (1915)
- In the Dark (1915)
- The Sporting Duchess (1915)
- The Darkness Before Dawn (1915)
- Money! Money! Money! (1915)
- When the Light Came In (1915)
- The Earl's Adventure (1915)
- A Day of Havoc (1915)
- The Deception (1915)
- It Was to Be (1915)
- The Mirror (1915)
- In Spite of Him (1915)
- The Orgy (1915)
- The Great Divide (1915)
- Ophelia (1916)
- Dollars and the Woman (1916)
- His Brother's Wife (1916)
- A Woman's Way (1916)
- Husband and Wife (1916)
- The Hidden Scar (1916)
- Beyond the Wall o The Madness of Helen (1916)
- The New South (1916)
- The Bondage of Fear (1917)
- The Web of Desire (1917)
- Man's Woman (1917)
- Yankee Pluck (1917)
- The Stolen Paradise (1917)
- Souls Adrift (1917)
- The Dormant Power (1917)
- Easy Money (1917)
- The Woman Beneath (1917)
- The Volunteer (1917)
- Stolen Hours (1918)
- The Whims of Society (1918)
- The Witch Woman (1918)
- Journey's End (1918)
- The Man Hunt (1918)
- The Girl Who Came Back (1918)
- A Soul Without Windows (1918)
- Women's Weapons (1918)
- The Mystery Girl (1918)
- Maggie Pepper (1919)
- Pettigrew's Girl (1919)
- The Woman Next Door  (1919)
- Men, Women, and Money (1919)
- A Sporting Chance (1919)
- More Deadly Than the Male (1919)
- The Thirteenth Commandment (1920)
- Young Mrs. Winthrop (1920)
- A Lady in Love (1920)
- The Ladder of Lies (1920)
- Crooked Streets (1920)
- A City Sparrow (1920)
- The Sins of Rosanne (1920)
- The Price of Possession (1921)
- Sham (1921)
- Wealth (1921)
- Beyond (1921)
- Exit the Vamp (1921)
- Her Own Money (1922)
- The Cradle (1922)
- For the Defense (1922)
- If I Were Queen (1922)
- Can a Woman Love Twice? (1923)
- The Remittance Woman (1923)
- The Mansion of Aching Hearts (1925)
- Wings of Youth (1925)
- Lightnin (1925)
- The Bar-C Mystery (1926)
- The Merry Widower (1926)
- Sunny Side Up (1926)
- Risky Business (1926)
- His New York Wife (1926)
- The Princess from Hoboken (1927)
- The Princess on Broadway (1927)
- Mother Machree (1928)
- Hit the Deck (1930)
- The Crooked Circle (1932)
- The All-American (1932)
- Secrets (1933)
- The Whispering Shadow (1933)
- Let's Fall in Love (1933)
- Easy to Take (1936)
- Rich Relations (1937)
- Make Way for Tomorrow (1937)
- Souls at Sea (1937)
- The Big Broadcast of 1938 (1938)
- You and Me (1938)
- The Sap Takes a Wrap (1939)
- New York Town (1941)
- Beyond the Blue Horizon (1942)
- Dixie (1943)
- Henry Aldrich's Little Secret (1944)
- The Blue Dahlia (1946)
- The Perils of Pauline (1947)